# Maurick College
Het Maurick College is een scholengemeenschap in Vught voor vmbo, havo, atheneum en gymnasium. Het bestuur is de Vereniging Ons Middelbaar Onderwijs in Tilburg.
Leerlingen kunnen er deelnemen aan buitenschoolse activiteiten en cursussen in de daltonuren.

## Geschiedenis
Het Maurick College fuseerde in het schooljaar 1995-1996 met de Reeburgmavo in Vught. In het schooljaar 1996-1997 voerde de school de daltonwerkwijze in. In december 1997 erkende de Nederlandse Dalton Vereniging het college als daltonschool. In 2002 fuseerde het Maurick College met de vbo-school Elzenburg (voorheen Molenrijn). De naam Maurick College bleef en de scholengemeenschap kreeg drie locaties: aan de Titus Brandsmalaan, het Reeburgpark en de Brabantlaan in Vught. Sinds 2013 heeft het Maurick College een nieuw schoolgebouw voor alle leerjaren en niveaus aan de Titus Brandsmalaan.

## Leerlingaantallen
Er zitten meer dan 2200 leerlingen op het Maurick College, waarvan:
- 40% in de eerste twee leerjaren
- 11% vmbo in leerjaar 3 en 4
- 22% havo in leerjaar 3-5
- 27% vwo in leerjaar 3-6

## Derde Wereld Groep
De derdewereldgroep van het Maurick College voerde tot en met het schooljaar 2008-2009 actie voor een weeshuis bij Lviv, Oekraïne. Zij organiseerden acties voor de eerste en de tweede brugklassen van de school. De groep neemt telkens een project aan dat gedurende drie jaar gesteund wordt.

## Trivia
- Het Maurick College heeft prijzen ontvangen in het kader van internationalisering en mag het predicaat ELOS-school dragen. Het Maurick College probeert haar leerlingen zo Europees mogelijk te maken, onder andere door het vak Europakunde (Burgerschap van de Europese Unie) aan te bieden. Tevens wordt in de 4e klas havo en vwo de mogelijkheid geboden mee te doen aan het Model European Parliament.
- Een jaarlijks terugkerend evenement is het Maurick Muziekconcours waarbij leerlingen en docenten hun muzikale capaciteiten tonen. In 2007 was oud-leerlinge en musicalactrice Wieneke Remmers jurylid.
- Oud-leerling Tom Roes won in 2015 De Slimste Mens.
- Andere oud-leerlingen van de school zijn musicalondernemer Albert Verlinde, arts Diederik Gommers, stijlicoon Janice, hoofdredacteuren Carlein Kieboom (VT Wonen) Hilde Tholen (Ouders van Nu), Anneliese Bergman (Margriet) en olympisch volleybalspeelster Saskia van Hintum.